# Distrito de Virundo
El Distrito de Virundo es uno de los catorce distritos de la Provincia de Grau  ubicada en el departamento de Apurímac, bajo la administración del Gobierno regional de Apurímac, en el sur del Perú.
Desde el punto de vista jerárquico de la Iglesia católica forma parte de la Diócesis de Abancay la cual, a su vez, pertenece a la Arquidiócesis de Cusco.

## Historia
El distrito fue creado mediante Ley N.º 24168 del 12 de junio de 1985, en el segundo gobierno de Fernando Belaúnde.

## Geografía
La ciudad de San Juan de Virundo se encuentra ubicada en los Andes Centrales.

## Autoridades

### Municipales
- 2015-2018 Sra. Liliana Roman Pilco; Regidores: Percy Quispe Meneses, Modesto Huachaca Gómez, Marcelina Checya Huanca, Leandro Pizarro Sopa.
- 2011-2012:[4]
  - Alcalde: Edgar Huillca Soto, Partido Alianza para el Progreso (APEP). revocado.
  - Regidores: Alipio Quispe Meneses (APEP), Gustavo Pumacayo Paucar (APEP), Emer Camposano Choque (APEP), Faustina Juvita Choque Pizarro (APEP), Ever Pizarro Quispe (Frente Popular Llapanchik).
- 2007-2010
  - Alcalde: Genaro Páucar Pinares.
- 2002-2006
  - Alcalde: Leonardo Quispe Velasquez

## Festividades
- Santa Juan.
- Santa Rosa.